# Saint-Pierre-du-Vauvray
Saint-Pierre-du-Vauvray – miejscowość i gmina we Francji, w regionie Normandia, w departamencie Eure. Przez miejscowość przepływa Sekwana. 
Według danych na rok 1990 gminę zamieszkiwały 1113 osoby, a gęstość zaludnienia wynosiła 213 osób/km² (wśród 1421 gmin Górnej Normandii Saint-Pierre-du-Vauvray plasuje się na 202. miejscu pod względem liczby ludności, natomiast pod względem powierzchni na miejscu 670.).